# Atretochoana eiselti
Atretochoana eiselti (Penis-zmija), vrsta vodozemca iz reda Gymnophiona, porodica Typhlonectidae. Otkrivena još kasnih 1800-tih godina te iznova otkrivena u studenom 2011. godine u brazilskoj državi Rondonia tijekom pregleda dna korita rijeke Madeira (u blizini jedne hidroelektrane), u vrijeme kada je dobar dio korita rijeke bio isušen. Pronađeno je 6 primjeraka ove vrste od kojih je jedna uginula, tri su vraćene u divljinu, a dvije su zadržane radi daljih istraživanja, koja su pokazala da se radi o novoj vrsti.
Nju je ipak još 1968. godine opisao američki herpetolog E. H. Taylor pod imenom Typhlonectes eiselti, a 1995. Nussbaum i Wilkinson, opisali su novi rod Atretochoana u kojem je ona danas tipični i jedini predstavnik.
Ova životinja nema očiju ni pluća, naraste do jednog metra dužine i smatra se da diše preko kože. Zbog svog neobičnog izgleda koji podsjeća na muški spolni organ dobila je nadimak penis-zmija. Nije ustanovljeno čime se hrani, no biolog Julian Tupan smatra da se najvjerojatnije hrani malenim ribama i crvima.